# Neuschwanstein
Neuschwanstein je zámek v Allgäu (Bavorsko, Německo) v oblasti obce Schwangau u Füssenu, který nechal postavit Ludvík II. Bavorský. Jde o jeden z nejznámějších a nejnavštěvovanějších turistických cílů v Německu. Tento zámek se také objevil v několika filmech a inspiroval Walta Disneyho ke stvoření Sleeping Beauty Castle neboli hrad Šípkové Růženky, který se nachází v Disneylandu. Walt Disney zde natočil i několik dalších filmů.

## Historie
Ačkoliv připomíná středověký hrad, jde o poměrně mladý zámek. Král Ludvík II. Bavorský ho nechal postavit jako své útočiště i jako monumentální operní scénu pro Richarda Wagnera. Kromě panovníka zde žilo jen několik málo sluhů a služek. Roku 1886 zde byl na pokyn bavorských ministrů zatčen soudním psychiatrem král Ludvík II. a odvezen na zámek Berg, kde o dva dny později záhadně zemřel. Poté byl na dlouhou dobu zámek uzavřen a časem začal chátrat. Veřejnosti byl zpřístupněn po 2. světové válce. V červenci 2025 byl spolu s dalšími zámky Linderhof, Schachen a Herrenchiemsee zapsán na seznam světového dědictví UNESCO v rámci položky „Paláce krále Ludvíka II. Bavorského“.

## Architektura
Přes nesporný vnější půvab by ho z architektonického hlediska nepochválil asi žádný architekt, a to kvůli spojení snad všech stavebních a architektonických slohů jak zvenku, tak v hojné míře vevnitř. Vnitřní interiéry jsou vyzdobeny drahocenným novogotickým řezbářským obložením a také ve stylu novoromantismu a historismu. Zřejmě nejkrásnější a nejproslulejší místností zámku je trůnní sál, který je zhotoven podle vzoru známé mešity Hagia Sofia v Istanbulu. V sále však chybí trůn, na který nezbyly finanční prostředky.

## Turismus
Každý rok navštíví zámek 1,4 milionů turistů z celého světa. Během letní sezóny je to 6 000 návštěvníků každý den. Pro prohlídku interiéru zámku je nutná rezervace předem neboť je k dispozici pouze omezený počet lístků na každý den. Uvnitř zámku je zároveň zakázáno fotografovat. Fotografování zámku z venku není omezené, většina návštěvníků tak činí z oblíbeného volně přístupného visutého mariánského mostu skýtající pohled jak na zámek, tak i na vodopád pod ním.